# Fernando Hierro
Fernando Ruiz Hierro (Vélez-Málaga, 23 de março de 1968) é um treinador e ex-futebolista espanhol que atuava como zagueiro ou volante. Atualmente exerce o cargo de diretor esportivo do Al-Nassr.

## Carreira como jogador

### Inicio
Fernando Hierro começou sua carreira no infantil do Vélez CF, time que disputava torneios regionais, e depois esteve como juvenil nas equipes do Atlético Malagueño e do Torre del Mar.
O jogador retornou ao Vélez na temporada 1985–86, onde permaneceu por mais dois anos. Em 1987, transferiu-se para o Valladolid e estreou na primeira divisão.

### Real Madrid e Al-Rayyan
Dois anos mais tarde foi contratado pelo Real Madrid, por onde viria a conquistar diversos títulos, com direito a três Liga dos Campeões da UEFA. Na passagem pelo clube merengue, Hierro atuou em um total de 601 partidas, tornou-se ídolo e exerceu o papel de capitão da equipe até 2003, quando acertou com o Al-Rayyan, do Catar.

### Bolton e aposentadoria
Acertou seu retorno ao futebol europeu em 2004, assinando com o Bolton, da Inglaterra, para jogar o que seria a última temporada da sua carreira. Os dirigentes do clube queriam que ele renovasse por mais um ano com o clube inglês pelo seu bom desempenho, o que rendeu uma vaga na Copa da UEFA para o Bolton na temporada 2005–06. No entanto, o jogador espanhol decidiu pendurar as chuteiras.

## Seleção Espanhola
Hierro estreou pela Seleção Espanhola em 1989, em uma vitória por 1–0 sobre a Polônia. No ano seguinte foi convocado para a Copa do Mundo realizada na Itália, embora não tenha entrado em campo. Quatro anos depois participou da Copa do Mundo de 1994, realizada nos Estados Unidos, desta vez como titular, fazendo um gol na vitória por 3–0 contra a Suíça.
Já na Copa do Mundo de 1998, realizada na França, os espanhóis, que tinham uma equipe formada por vários jogadores do Real Madrid e chegaram a golear a Bulgária por 6–1, foram eliminados precocemente na fase de grupos. Hierro marcou dois gols neste mundial: o primeiro foi na derrota por 3–2 para a Nigéria, e o segundo na vitória contra a Bulgária.
Com a despedida do goleiro Andoni Zubizarreta da Seleção Espanhola, Fernando Hierro assumiu a braçadeira de capitão da Espanha. Convocado por José Antonio Camacho para a Copa do Mundo de 2002, o volante marcou dois gols, contra Paraguai e Eslovênia, mas não conseguiu impedir a eliminação espanhola para a Coreia do Sul nas quartas-de-finais.
Hierro, que atuou em 89 partidas e marcou 29 gols pela Fúria, foi o maior artilheiro da Seleção Espanhola até o dia 12 de fevereiro de 2003, quando foi ultrapassado por Raúl, outro grande ídolo do Real Madrid.

## Carreira como treinador
Após se aposentar dos gramados, trabalhou como dirigente da Real Federação Espanhola de Futebol e do Málaga. Em julho de 2014 foi contratado para ser auxiliar técnico de Carlo Ancelotti no Real Madrid. Hierro chegou para substituir Zinédine Zidane, seu ex-companheiro no clube merengue entre 2001 e 2003, e que havia assumido o cargo de treinador principal no Real Madrid Castilla.
Em junho de 2018, um dia antes do início da Copa do Mundo, Hierro foi chamado para substituir Julen Lopetegui e comandar a Seleção Espanhola. Porém, no dia 1 de julho, após empatar com a Rússia pelas oitavas-de-final, no tempo normal e na prorrogação, a Espanha foi eliminada nas penalidades, pelo placar de 4–3, dando adeus à Copa do Mundo.

## Estilo de jogo
Jogava como volante, líbero ou zagueiro, mas foi como zagueiro que se destacou. Muito seguro, rápido, com um bom toque de bola, bom nas bolas aeréas, e ainda melhor nas jogadas rasteiras. Sabia bem a hora de antecipar-se ao ataque adversário e era quase fatal em cobranças de bola parada, tanto que, durante todo seu tempo na Seleção Espanhola, foi nomeado o principal cobrador de faltas e pênaltis.

## Títulos
Real Madrid
- La Liga: 1989–90, 1994–95, 1996–97, 2000–01 e 2002–03
- Supercopa da Espanha: 1990, 1993 e 1997
- Copa do Rei: 1992–93
- Liga dos Campeões da UEFA: 1997–98, 1999–00 e 2001–02
- Copa Intercontinental: 1998 e 2002
- Supercopa da UEFA: 2002

Al-Rayyan
- Copa do Emir do Catar: 2003–04

### Prêmios individuais
- FIFA XI: 1996, 1997 e 1998
- Time da Temporada ESM: 1996–97 e 1997–98
- Melhor Defensor da Temporada da UEFA: 1997–98
- Seleção da Copa do Mundo FIFA: 2002
- Seleção Espanhola de Todos os Tempos - IFFHS: 2022[9]